# Остгаузен-Вюльферсгаузен
Остгаузен-Вюльферсгаузен (нім. Osthausen-Wülfershausen) — громада в Німеччині, розташована в землі Тюрингія. Входить до складу району Ільм. Складова частина об'єднання громад Ріхгаймер-Берг.
Площа — 14,75 км2. Населення становить 509 ос. (станом на 31 грудня 2021).

## Галерея

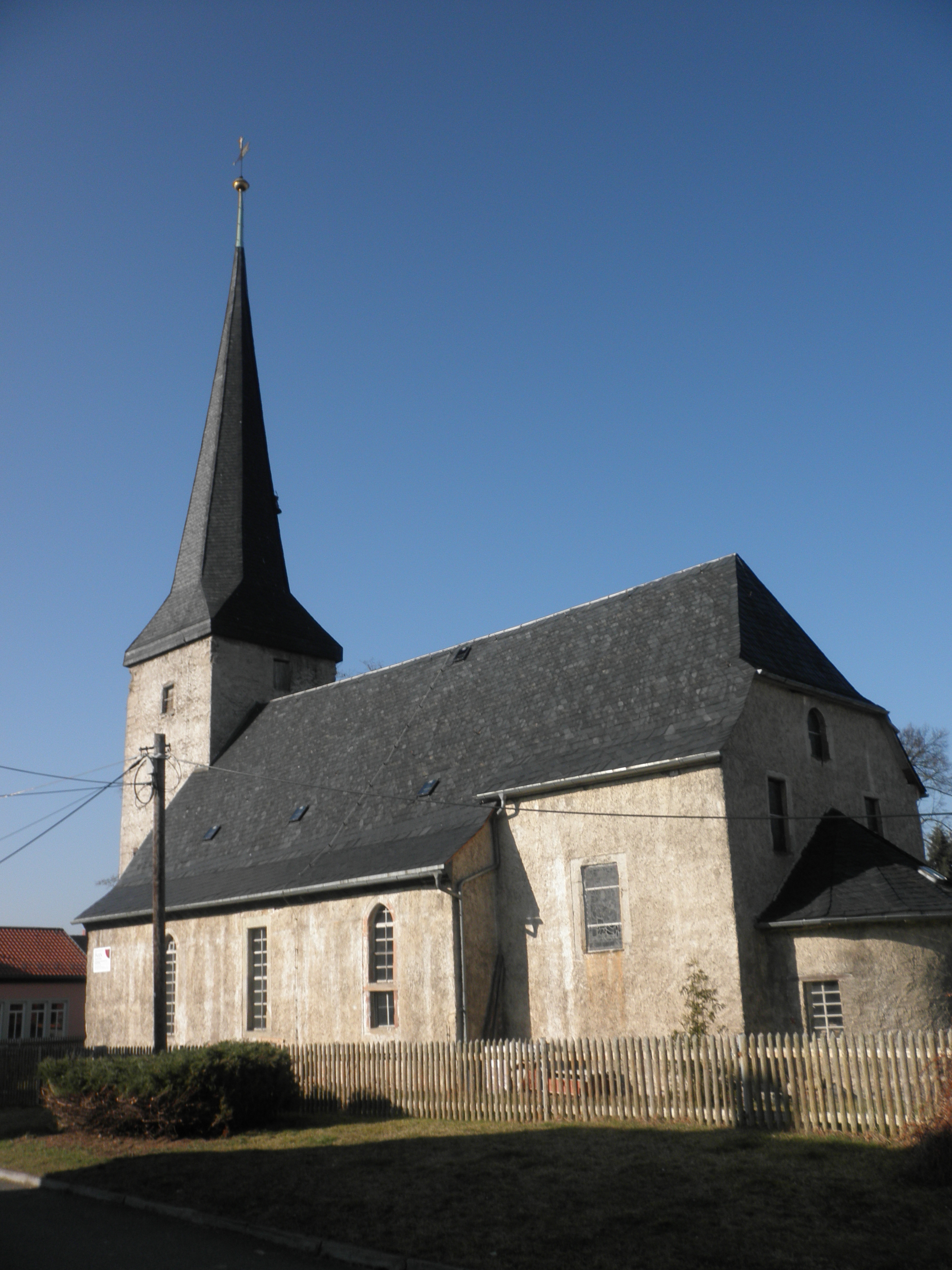